# Arena di Nîmes
L'Arena di Nîmes (in francese, Arènes de Nîmes, in occitano Arenas de Nimes) è un anfiteatro romano situato nella città francese di Nîmes, nel dipartimento del Gard. Il suo nome deriva dal termine latino ărēna, che indica la sabbia che ricopriva le platee degli anfiteatri romani. 

## Descrizione

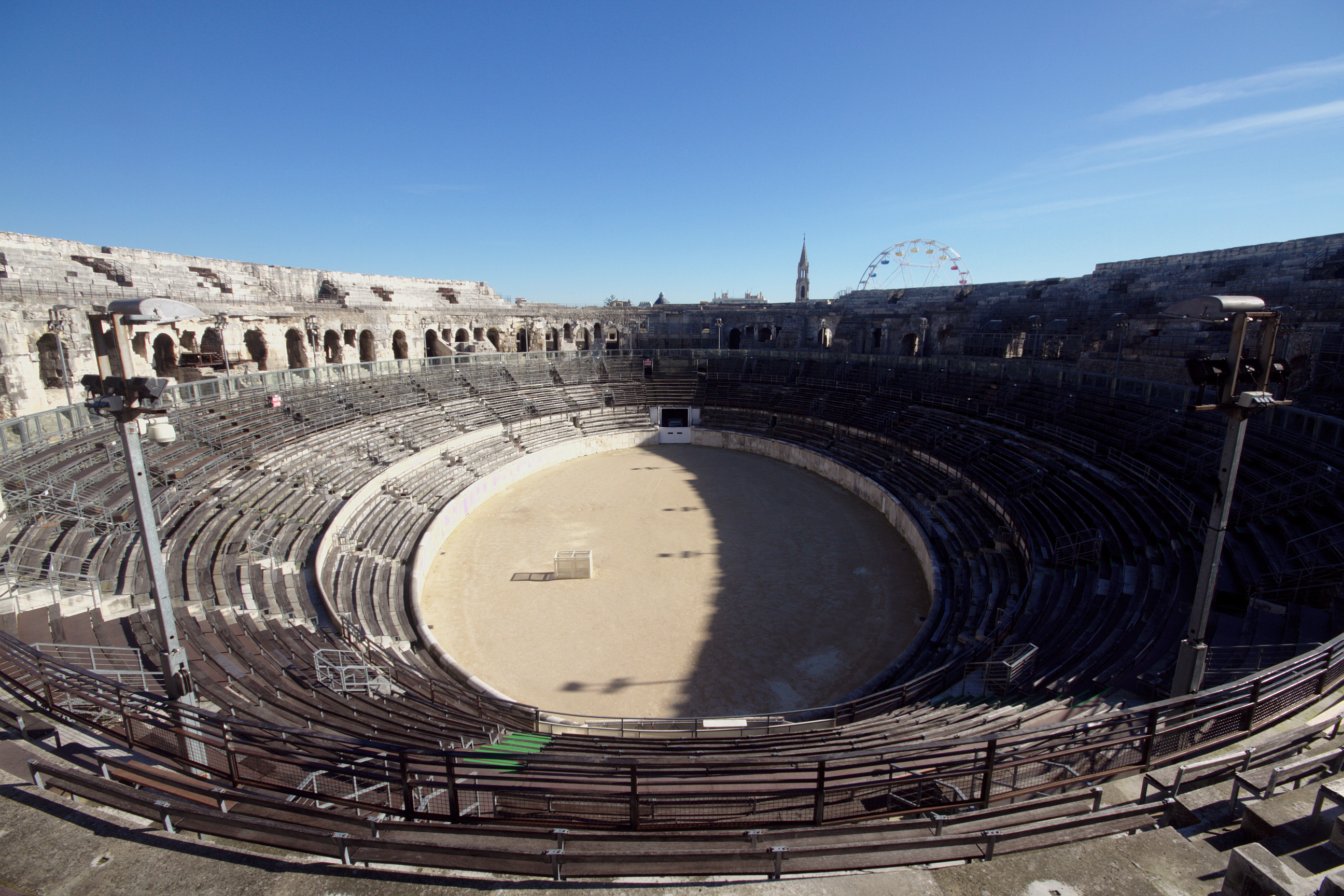
Arena di Nîmes

Si tratta di uno dei maggiori anfiteatri nel suo genere, e anche di uno tra i meglio conservati, tanto che in Francia è riconosciuto come monumento storico dal 1840 e viene ancora utilizzato regolarmente per spettacoli vari.
Similmente ad altri anfiteatri romani, si presenta come doppio teatro con sovrapposizione di due piani ad arcate. Strutturate a doppio ordine dorico, le arcate esterne sono ritmate al primo livello da pilastri ed al secondo da semicolonne. 
L'edificio ha una pianta ellittica, lunga 133 m e larga 101. Raggiunge un'altezza di 21 metri ed ha una capienza di 13000 posti a sedere (con quattro meniani, originariamente riservati a diverse classi sociali). In epoca romana la capienza era molto maggiore.
Sul lato orientale, separato da un ampio piazzale, è stato edificato nel 2018 il Museo della Romanità di Nîmes, dal quale si ha una notevole vista dell'Arena.

## Uso
Venne costruito verso la fine del secolo I per intrattenere la popolazione della città e dei suoi dintorni con spettacoli tipicamente romani come i combattimenti di gladiatori.
Ai tempi delle invasioni barbariche l'anfiteatro fu trasformato in fortezza, assumendo il nome di Castrum arenae e offrendo rifugio alla popolazione che lo abitava. Dal medioevo al XIX secolo, fu oggetto di alcuni interventi edilizi ed ospitò esercizi commerciali. Sgomberato e riconvertito in teatro nel 1863, viene oggi usato come arena per le corride tipiche della tradizione locale, le courses camarguaises, e per quelle di scuola spagnola, ma vi si svolgono anche diverse manifestazioni culturali. Ospitò, tra l'altro, una puntata di Giochi senza frontiere nel 1976 e i campionati Mondiali di scherma nel 2001.